# Carrie Underwood
Carrie Marie Underwood (Muskogee, Oklahoma, 10 de març de 1983) és una cantant estatunidenca de música country pop. Va saltar a la fama quan va guanyar la quarta temporada del popular concurs de talents estatunidenc American Idol. Els seus discos han estat classificats multiplatí, fou guardonada amb 5 premis Grammy, fou introduïda el 2009 al Grand Ole Opry i fou nomenada per l'Academy of Country Music Awards (ACM) Artista de l'Any.
El seu àlbum debut, Some Hearts, ha estat certificat set vegades platí i és el segon millor àlbum de debut country de la història segons Nielsen SoundScan, només per darrere de Taylor Swift i el seu àlbum Speak Now; és l'àlbum que més vendes ha registrat en comparació amb altres intèrprets femenines de música country de la història. L'àlbum va tenir tres números u al Billboard Country Charts dels Estats Units i el Canadà: Jesus Take The Wheel, Wasted i el seu èxit més gran fins al moment, Before He Cheats i el seu èxit que ha assolit el segon lloc, Dont Forget to Remember Me.
El seu segon àlbum, Carnival Ride, fou llançat a la venda el 23 d'octubre del 2007 i ha venut 3,5 milions de còpies i ha obtingut quatre nominacions al número u al Billboard Hot Country Songs: "So Small", "All-American Girl", "Last Man" i "Just A Dream", així com arribà al segon lloc "I Told You So" i "Just A Dream".
El seu àlbum més recent es diu " Play On " i va sortir a la venda el 3 de novembre del 2009 i el senzill del qual, "Cowboy Casanova", va assolir el lloc número 1 al Billboard Hot Country Songs.
Carrie Underwood ha venut més de 12 milions d'àlbums als Estats Units. A tot el món, n'ha venut més de 15 milions i més de 20 milions de singles.

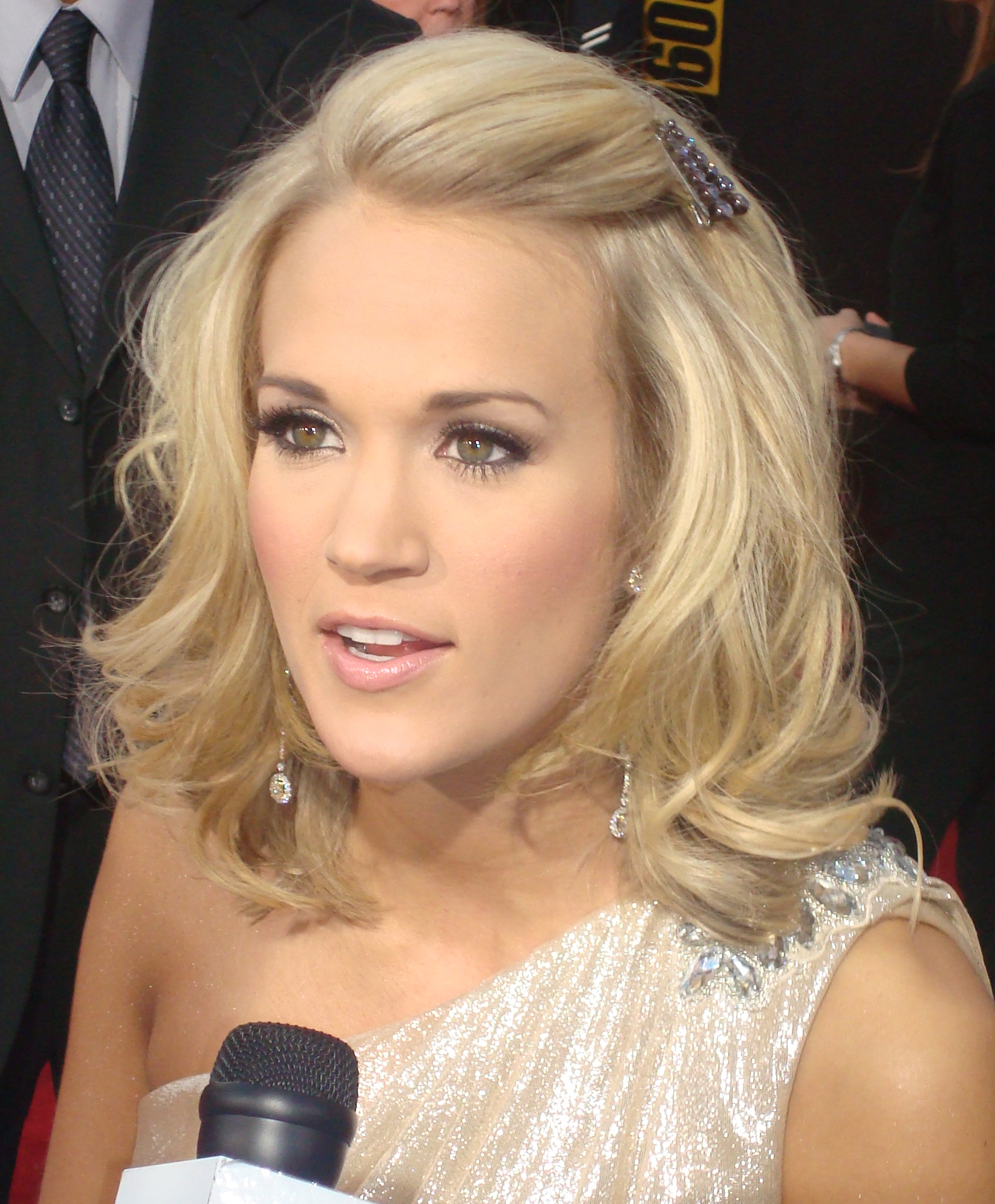
Carrie Underwood a American Music Awards el 2009

## Inicis i biografia
Carrie va néixer a la ciutat de Muskogee, a Oklahoma però va créixer al poble granger de Checotah, Oklahoma, filla de Stephen i Carole Underwood i es va graduar el 2001 a la Checotah High School. Underwood va concórrer a la universitat de Nordeastern State, a on es va graduar en comunicacions. Les seves influències musicals van des del pop a la música country.
El 10 de juliol del 2010, Carrie es va casar amb el jugador de hockey sobre gel canadenc Mike Fisher, jugador dels Ottawa Senators.

## American Idol
A l'estiu del 2004, Carrie Underwood va fer audicions per American Idol a Saint Louis, Missouri. Durant el Top 11, Carrie va interpretar la cançó Alone, de la banda Heart. Llavors, el jutge Simon Cowell va dir que Underwood vendria més àlbums que qualsevol altre del programa i que el guanyaria. Carrie és una de les sis persones que mai van estar als últims llocs. Durant una de les setmanes de competència, els productors van dir que Carrie liderava les trucades del públic, el que la va convertir en favorita a ser la guanyadora. El 25 de maig del 2005, Ryan Seacrest va declarar a Carrie Underwood la guanyadora de la quarta Temporada d'American Idol.

## Some Hearts (2005)
El disc fou llançat el dia 15 de novembre del 2005 i va debutar en el segon lloc del Billboard 200 dels Estats Units, darrere de Confessions On A Dance Floor, de Madonna, venent més de 315.000 unitats a la seva primera setmana. Fins ara, el disc ha venut més de 7.600.000 unitats només als Estats Units, essent qualificat com a Setè Platí per la RIAA. A més, va vendre més de 500.000 unitats al Canadà, lloc a on va ser qualificat com a Triple Platí.
El disc té 6 singles: El primer, Inside Your Heaven, tema de la seva promoció com a guanyadora del programa fou qualificat Or per la RIAA. El segon fou Jesus, Take The Wheel (platí); el tercer, Some Hearts; el quart, Don't Forget To Remember Me; el cinquè, Before He Cheats' i el sisè, Wasted.

## Carnival Ride (2007)
Carnival Ride és el segon disc que va fer Carrie Underwood. Sortí al mercat el 23 d'octubre del 2007 als Estats Units. Va debutar en el primer lloc del Billboard 200, a l'haver venut més de 527.000 unitats a la seva primera setmana, i va aconseguir un Or instantani.
El disc té 4 singles, dels quals ha vet videoclip de tots ells:
- So Small. Ha venut més de 700.000 unitats i fou certificat Or per la RIAA.
- All-American Girl. Llençat el 17 de desembre del 2007 i que ha venut més de 844000 còpies als Estats Units.
- Last Name, llençat el 7 d'abril del 2008, qu eha venut més de 581.000 còpies als EUA. Per a aquesta cançó, Carrie va obtenir dues nominacions per a dos premis: a la categoria "Millor Cançó Country" als premis "People's Choice Awards" i a la categoria "Millor Performance Femenina Country" als Premis Grammy.
- Just A Dream. Llençat el 21 de juliol del 2008, que ha venut 516000 còpies als EUA. És l'actual single del disc.

## Play On (2009)
És el seu tercer disc d'estudi i fou llençat el 3 de novembre del 2009 als Estats Units pel segell discogràfic Arista Nashville. L'àlbum té 13 cançons, tot i que en la seva versió: iTunes Bonus Track pels Estats Units i el Canadà té un bonus track: "O Holy Night". Té tres singles: Cowboy Casanova, Temporary Home i Undo It.

## Premis

### 2005
| Premi                  | Categoria                                                  |
| ---------------------- | ---------------------------------------------------------- |
| Teen Choice Awards     | Choice Reality Star - female                               |
| Billboard Music Awards | Top-Selling Hot 100 Song of the Year: "Inside Your Heaven" |
| Billboard Music Awards | Top-Selling Country Single: "Inside Your Heaven"           |
| Billboard Music Awards | Country Single Sales Artist of the Year                    |

### 2006
| Premi                                          | Categoria                                                  |
| ---------------------------------------------- | ---------------------------------------------------------- |
| Gospel Music Association Awards                | Country Recorded Song of the Year: "Jesus, Take the Wheel" |
| CMT Music Awards                               | Female Video Of The Year: "Jesus, Take the Wheel"          |
| CMT Music Awards                               | Breakthrough Video of the Year: "Jesus, Take the Wheel"    |
| Academy of Country Music Awards                | Top New Female Vocalist of the Year                        |
| Academy of Country Music Awards                | Single Record of the Year: "Jesus, Take the Wheel"         |
| NARP organization of record retail merchants   | Breakthrough Country Artist                                |
| Music Row                                      | Critics Pick                                               |
| Country Music Association Awards               | Female Vocalist of the Year                                |
| Country Music Association Awards               | Horizon Award                                              |
| 12th Annual Inspirational Country Music Awards | Mainstream Country Artist of the Year                      |
| American Music Awards                          | Favorite New Breakthrough Artist                           |
| Billboard Music Awards                         | Female Country Artist of the Year                          |
| Billboard Music Awards                         | Album of the Year                                          |
| Billboard Music Awards                         | Country Album of the Year                                  |
| Billboard Music Awards                         | Country New Artist of the Year                             |
| Billboard Music Awards                         | Female Billboard 200 Album Artist of the Year              |
| Canadian Country Music Awards                  | SOCAN Song of the Year: "Jesus, Take the Wheel"            |

### 2007
| Premi                            | Categoria                                                                                         |
| -------------------------------- | ------------------------------------------------------------------------------------------------- |
| 33rd People's Choice Awards      | Favorite Country Song: "Before He Cheats"                                                         |
| 33rd People's Choice Awards      | Favorite Female Singer                                                                            |
| Grammy Awards                    | Best New Artist primer i únic guanyador d'American Idol a ser nominat i guanyar aquesta categoria |
| Grammy Awards                    | Best Female Country Vocal Performance: "Jesus, Take the Wheel"                                    |
| Grammy Awards                    | Best Country Song: "Jesus, Take the Wheel" (per al compositor)                                    |
| CMT Music Awards                 | Video of the Year: "Before He Cheats"                                                             |
| CMT Music Awards                 | Female Video of the Year: "Before He Cheats"                                                      |
| Academy of Country Music Awards  | Female Vocalist of the Year                                                                       |
| Academy of Country Music Awards  | Album of the Year: "Some Hearts"                                                                  |
| Academy of Country Music Awards  | Video of the Year: "Before He Cheats"                                                             |
| Country Music Association Awards | Female Vocalist of the Year                                                                       |
| Country Music Association Awards | Single Of The Year: "Before He Cheats"                                                            |
| American Music Awards            | Favorite Country Female Artist                                                                    |
| American Music Awards            | Favorite Country Album: "Some Hearts"                                                             |
| American Music Awards            | Artist of the Year (T-Mobile Text-In Award)                                                       |
| Billboard Music Awards           | Female Country Artist of the Year                                                                 |
| Billboard Music Awards           | Country Album for "Some Hearts"                                                                   |
| Billboard Music Awards           | Country Artist of the Year                                                                        |
| Billboard Music Awards           | Female Billboard 200 Artist of the Year                                                           |
| Billboard Music Awards           | Country Albums Artist of the Year                                                                 |

### 2008
| Premi                                     | Categoria                                                   |
| ----------------------------------------- | ----------------------------------------------------------- |
| Grammy Awards                             | Best Female Country Vocal Performance: "Before He Cheats"   |
| Grammy Awards                             | Best Country Song: "Before He Cheats"(per al compositor)    |
| Academy of Country Music Awards           | Female Vocalist of the Year                                 |
| European Country Music Association Awards | Female Vocalist of the Year                                 |
| Grand Ole Opry Induction                  |                                                             |
| Teen Choice Awards                        | Red Carpet Fashion Icon                                     |
| Country Music Association Awards          | Female Vocalist of the Year                                 |
| American Music Awards                     | Favorite Country Album: Carnival Ride                       |
| Billboard Music Awards                    | Country Songs Artist of the Year                            |
| CMT Online Awards                         | Most Digitally Active Female Artist                         |
| CMT Online Awards                         | Most Streamed Country Song of the Year: "All-American Girl" |

### 2010
| Premi                                                                 | Categoria |
| --------------------------------------------------------------------- | --- |
| 36th People's Choice Awards                                           | Favorite Country Artist |
| 52nd Grammy Awards                                                    | Best Country Collaboration with Vocals: "I Told You So" amb Randy Travis                                                               |
| Academy of Country Music Awards                                       | Entertainer of the Year |
| Academy of Country Music Awards                                       | Triple Crown Award (Premi especial per guanyar "Top New Vocalist of the Year", "Top Vocalist of the Year" i "Entertainer of the Year") |
| CMT Music Awards                                                      | Video of the Year: "Cowboy Casanova"                                                                                                   |
| CMT Music Awards                                                      | CMT Performance of the Year: "Temporary Home" from CMT: Invitation Only                                                                |
| Nashville Songwriters Association International Awards                | Top Tunesmith, "Cowboy Casanova" |
| Nashville Songwriters Association International Awards                | Top Tunesmith, "Temporary Home" |
| ASCAP Country Music Awards                                            | Most Performed Song of the Year, "Cowboy Casanova"                                                                                     |
| ASCAP Country Music Awards                                            | Most Performed Song of the Year, "Temporary Home"                                                                                      |
| CMT Artist of the Year Awards                                         | Artist of the Year |
| CMA Triple Play Awards                                                | Triple-Play Songwriter, "All-American Girl", "So Small", "Last Name"                                                                   |
| CMA Triple Play Awards                                                | Triple-Play Songwriter, "Cowboy Casanova", "Temporary Home", "Undo It"                                                                 |
| 16th Inspirational Country Music Awards                               | Inspirational Music Video of the Year, "Temporary Home"                                                                                |
| 8th French Country Music Awards (French Association of Country Music) | |
| Best Female Vocalist of The Year                                      | |
| Best Video of the Year, "Cowboy Casanova"                             | |
| BMI Awards                                                            | Awarded Song of the Year, "Cowboy Casanova"                                                                                            |
| American Music Awards                                                 | Favorite Country Album, Play On |
| 2010 Billboard Spin Awards                                            | 700,000 Spins, "Before He Cheats" |
| 2010 American Country Awards                                          | Artist of the Year |
| 2010 American Country Awards                                          | Female Artist of the Year |
| 2010 American Country Awards                                          | Album of the Year, Play On |
| 2010 American Country Awards                                          | Single by a Female Artist, "Cowboy Casanova"                                                                                           |
| 2010 American Country Awards                                          | Music Video by a Female Artist, "Cowboy Casanova"                                                                                      |
| 2010 American Country Awards                                          | Touring Artist of the Year, Play On Tour                                                                                               |

### 2009
| Premi                                   | Categoria                                          |
| --------------------------------------- | -------------------------------------------------- |
| 35th People's Choice Awards             | Favorite Country Song: "Last Name"                 |
| 35th People's Choice Awards             | Favorite Female Artist                             |
| 35th People's Choice Awards             | Favorite Star 35 and Under                         |
| Country Universe Reader’s Choice Awards | Artist of the Year                                 |
| Country Universe Reader’s Choice Awards | Female Vocalist of the Year                        |
| Country Universe Reader’s Choice Awards | Single of the Year- "Just a Dream"                 |
| Country Universe Reader’s Choice Awards | Music Video of the Year- "Just a Dream"            |
| Grammy Awards                           | Best Female Country Vocal Performance: "Last Name" |
| Academy of Country Music Awards         | Entertainer of the Year                            |
| Academy of Country Music Awards         | Female Vocalist of the Year                        |
| Oklahoma Hall of Fame Induction         |                                                    |
| Symphony Ball Award                     |                                                    |